# 1626
1626 (MDCXXVI) je bilo navadno leto, ki se je po gregorijanskem koledarju začelo na četrtek, po 10 dni počasnejšem julijanskem koledarju pa na nedeljo.

## Dogodki
- 1. januar

## Rojstva
- 1. avgust - Sabataj Zevi, turški judovski rabin, kabalist, kontroverzni mesija († 1676)
- 6. oktober - Géraud de Cordemoy, francoski filozof in zgodovinar († 1684)

Neznan datum
- Sajed Borhan, sultan Kasimskega kanata († okoli 1679)

## Smrti
- 9. april - sir Francis Bacon, angleški filozof, pisatelj, politik (* 1561)
- 11. april - Marin Getaldić, hrvaški matematik, fizik, astronom (* 1568)
- 30. september - Nurhaci, ustanovitelj džurčenske  dinastije Kasnejši Džin (* 1559)
- 30. oktober - Willebrord Snell van Royen, nizozemski matematik, fizik, astronom (* 1580)

Neznan datum
- Radu Mihnea, vlaški in moldavski knez (* 1585)